# Kichava
Kichava (en macédonien Кишава) est un village du sud-est de la Macédoine du Nord, situé dans la municipalité de Bitola. Le village comptait 308 habitants en 2002.

## Démographie
Lors du recensement de 2002, le village comptait :
- Albanais : 307
- Macédoniens : 1